# COOL TV
『COOL TV』（クール・ティー・ブイ）は、フジテレビ系列で2012年（平成24年）10月8日から月曜日・水曜日 - 金曜日23:00 - 23:40、火曜日23:00 - 23:30（JST）の枠で放送されているバラエティ番組枠の総称。その名称は1年ほど使われた後、近年は使われていない。

## 概要
元々、『バラパラ』として放送してきた月曜日から木曜日の23時台前半枠と、別枠扱いであった金曜日23時台前半枠も含めて当番組にリニューアル。これにより、火曜日の『キャサリン』（関西テレビ制作）は『キャサリン三世』にリニューアルして継続したが、他の曜日の番組は全て入れ替えた。
各番組の放送終了後には、YouTubeで関連動画の他オリジナルアニメーションを配信していた（2012年10月 - 2013年9月掲載、2018年1月現在も視聴可能）。
なお番組終了15秒前には、翌日（金曜日は月曜日）の構成番組の予告が流されるが、これは『バラパラ』やそれまでの金曜番組には行わなかった演出である。また、それまでの金曜23時台前半枠番組は、直後の23時台後半枠番組 へのジャンクションは行わなかったが、設置後は行う様に変わった。
直後の番組へのジャンクションが行われるが、当初は前述の翌日の放送番組紹介の後だった。2013年4月以後はその日の放送番組本編後に直ちに行われており、告知時間は別々となった。ただし、関西テレビ制作である火曜日は、2019年6月まで従来の方法を続けていた。2019年7月よりジャンクションの順番が入れ替わり、当番組終了後に、ミニ番組→翌日（休止時は木曜日）の予告に変更となり、ニュース番組の予告も当番組終了後から、23:30からのミニ番組終了後に変更された。
『バラパラ』時代は番組のゴールデンタイム・プライムタイムへの昇格が頻繁に行われていたが、『COOL TV』へリニューアル後はゴールデンタイム・プライムタイムへ昇格した番組は2013年10月から2016年9月まで火曜日に放送の『有吉弘行のダレトク!?』（関西テレビ制作、2016年10月 - 2019年3月放送。火曜 22:00 - 22:54）と2022年4月から2023年9月まで月曜日に放送の『突然ですが占ってもいいですか?』（2023年10月 - 火曜20:00 - 21:00）のみである。
2017年10月より月 - 木曜23:00 - 翌0:25・金曜23:00 - 翌0:55枠の改編によって、同月からのフジテレビ制作分のみ各番組は10分拡大となる。火曜日は本編終了後に、10分間のミニ番組が挿入されている。
2023年4月より関西テレビ制作である火曜日は『火ドラ★イレブン』になり、当枠初のドラマ枠となる。
2023年9月を以て水曜日の『TOKIOカケル』が終了することにより、枠設立から続いていた番組は全て終了することになる。
2025年1月より中居正広・フジテレビ問題の影響を受け、月-木の22:54 - 23:00枠のミニ番組が軒並み放送中止された。その都合で、22:54 - 23:00枠に「（番組名）みどころ」と題された事前枠を関東ほか一部地域で設けられている。
2025年4月よりフジテレビ制作分の放送枠が10分縮小し、7年半ぶりに30分枠に統一されることになる。 また、月曜は『月バラ☆イレブン』が新設され、『何か“オモシロいコト”ないの?』は木曜深夜に枠移動のした。

## 放送時間の変遷
| 放送期間 | 放送期間 | 放送時間              | 放送時間              | 放送時間               |
| 放送期間 | 放送期間 | 月曜版                | 火曜版                | 水曜版・木曜版・金曜版 |
| -------- | -------- | --------------------- | --------------------- | ---------------------- |
| 2012.10  | 2017.09  | 23:00 - 23:30（30分） | 23:00 - 23:30（30分） | 23:00 - 23:30（30分）  |
| 2017.10  | 2025.03  | 23:00 - 23:40（40分） | 23:00 - 23:30（30分） | 23:00 - 23:40（40分）  |
| 2025.04  |          | 23:00 - 23:30（30分） | 23:00 - 23:30（30分） | 23:00 - 23:30（30分）  |

## 放送番組
下記に挙げている番組はすべて、月曜日・水曜日 - 金曜日はフジテレビ制作。火曜日は関西テレビ制作。

### 現在
- 2025年4月現在。すべて字幕放送対応。また、全編ネットワークセールス枠。

| 曜日   | 制作局     | 番組名                   | MC（火曜以外） | 放送開始日     | 備考 |
| ------ | ---------- | ------------------------ | --- | -------------- | --- |
| 月曜日 | フジテレビ | 月バラ☆イレブン          | （不定） | 2025年4月7日   | 初の単発番組枠。 週により、前続の「月9」枠、または「月10」枠が枠拡大になる場合は繰り下げ。                 |
| 火曜日 | 関西テレビ | 火ドラ★イレブン          | 当該記事参照 | 2023年04月18日 | 初の連続ドラマ枠。 2025年3月まで、火曜日のみ30分枠のまま。 週により、「火9」枠が拡大になる場合は繰り下げ。 |
| 水曜日 | フジテレビ | 週刊ナイナイミュージック | ナインティナインナレーター：伊藤利尋、内田嶺衣奈（共にフジテレビアナウンサー）                                                 | 2023年10月11日 | 週により、前続の「水10」枠が枠拡大になる場合は繰り下げ。                                                   |
| 木曜日 | フジテレビ | トークィーンズ           | いとうあさこ、指原莉乃 ほかナレーター：西野嘉良子                                                                              | 2022年04月07日 | 週により、前続の「木曜劇場」枠が、枠拡大になる場合は繰り下げ。                                             |
| 金曜日 | フジテレビ | 全力!脱力タイムズ        | 有田哲平（くりぃむしちゅー）、佐久間みなみ（フジテレビアナウンサー）ナレーター：斉藤舞子、奥寺健（共にフジテレビアナウンサー） | 2015年04月17日 | 一部の特別番組が放送される場合は繰り下げ、または休止となる。                                               |

### 変遷
| 放送期間          | 月曜日                        | 火曜日 (関西テレビ制作) | 水曜日                   | 木曜日         | 金曜日                                |
| ----------------- | ----------------------------- | ----------------------- | ------------------------ | -------------- | ------------------------------------- |
| 2012.10 - 2013.3  | Numer0n                       | キャサリン三世          | TOKIOカケル              | オデッサの階段 | テラスハウス                          |
| 2013.4 - 2013.6   | Numer0n                       | キャサリン三世          | TOKIOカケル              | OUT×DELUXE     | テラスハウス                          |
| 2013.7 - 2013.9   | クイズ・ソモサン・セッパ!     | キャサリン三世          | TOKIOカケル              | OUT×DELUXE     | テラスハウス                          |
| 2013.10 - 2014.3  | テラスハウス                  | 有吉弘行のダレトク!?    | TOKIOカケル              | OUT×DELUXE     | クイズ・ソモサン・セッパ!             |
| 2014.4 - 2014.9   | テラスハウス                  | 有吉弘行のダレトク!?    | TOKIOカケル              | OUT×DELUXE     | バナナマンの 決断までのカウントダウン |
| 2014.10 - 2014.12 | マネースクープ                | 有吉弘行のダレトク!?    | TOKIOカケル              | OUT×DELUXE     | どぅんつくぱ 〜音楽の時間〜           |
| 2015.1 - 2015.3   | マネースクープ                | 有吉弘行のダレトク!?    | TOKIOカケル              | OUT×DELUXE     | 音楽の時間 〜MUSIC HOUR〜             |
| 2015.4 - 2016.9   | キスマイBUSAIKU!?             | 有吉弘行のダレトク!?    | TOKIOカケル              | OUT×DELUXE     | 全力!脱力タイムズ                     |
| 2016.10 - 2017.3  | キスマイBUSAIKU!?             | ＃nakedEve              | TOKIOカケル              | OUT×DELUXE     | 全力!脱力タイムズ                     |
| 2017.4 - 2017.9   | キスマイBUSAIKU!?             | セブンルール            | TOKIOカケル              | OUT×DELUXE     | 全力!脱力タイムズ                     |
| 2017.10 - 2018.3  | AI-TV                         | セブンルール            | TOKIOカケル              | OUT×DELUXE     | 全力!脱力タイムズ                     |
| 2018.4 - 2020.3   | 石橋貴明のたいむとんねる      | セブンルール            | TOKIOカケル              | OUT×DELUXE     | 全力!脱力タイムズ                     |
| 2020.4 - 2022.3   | 関ジャニ∞クロニクルF          | セブンルール            | TOKIOカケル              | OUT×DELUXE     | 全力!脱力タイムズ                     |
| 2022.4 - 2023.3   | 突然ですが占ってもいいですか? | セブンルール            | TOKIOカケル              | トークィーンズ | 全力!脱力タイムズ                     |
| 2023.4 -2023.9    | 突然ですが占ってもいいですか? | 火ドラ★イレブン         | TOKIOカケル              | トークィーンズ | 全力!脱力タイムズ                     |
| 2023.10 - 2025.3  | 何か“オモシロいコト”ないの?   | 火ドラ★イレブン         | 週刊ナイナイミュージック | トークィーンズ | 全力!脱力タイムズ                     |
| 2025.4 -          | 月バラ☆イレブン               | 火ドラ★イレブン         | 週刊ナイナイミュージック | トークィーンズ | 全力!脱力タイムズ                     |

## 枠移動した番組

### 当枠から他枠へ
- バナナマンの決断までのカウントダウン - 2014年10月に『バナナマンの決断は金曜日!』に改題し、金曜23時台後半枠へ移動。
- 有吉弘行のダレトク!? - 2016年10月に火曜22時台へ移動。
- キスマイBUSAIKU!? - 2017年10月に『キスマイ超BUSAIKU!?』に改題し、金曜（木曜深夜）0:25 - 0:55枠へ移動。
- 突然ですが占ってもいいですか? - 2023年10月に火曜20時台へ移動[注 10]。
- 何か“オモシロいコト”ないの? - 2025年4月に金曜（木曜深夜）0:15 - 0:45枠へ移動。

### 他枠から当枠へ
- キスマイBUSAIKU!? - 2015年4月に金曜（木曜深夜）0:10 - 0:35枠から移動。
- 関ジャニ∞クロニクルF - 2020年4月に『関ジャニ∞クロニクル』から改題し、土曜10:53 - 11:21枠から移動。
- 突然ですが占ってもいいですか? - 2022年4月に水曜22時台から移動。

### 当枠内
- クイズ・ソモサン・セッパ! - 2013年10月に『テラスハウス』と枠交換し、金曜枠へ移動。
- テラスハウス - 2013年10月に『クイズ・ソモサン・セッパ!』と枠交換し、月曜枠へ移動。

## ネット局
| 放送対象地域   | 放送局                    | 系列                                         | 放送日時                                                           | 放送日時                                                           | ネット状況                                |
| 放送対象地域   | 放送局                    | 系列                                         | （2017年9月まで 及び2025年4月以降）                                | （2017年10月から 2025年3月まで）                                   | ネット状況                                |
| -------------- | ------------------------- | -------------------------------------------- | ------------------------------------------------------------------ | ------------------------------------------------------------------ | ----------------------------------------- |
| 関東広域圏     | フジテレビ（CX）          | フジテレビ系列                               | 月曜 - 金曜 23:00 - 23:30                                          | 月曜・水曜 - 金曜 23:00 - 23:40 火曜 23:00 - 23:30                 | （月曜版・水曜版・ 木曜版・金曜版）制作局 |
| 近畿広域圏     | 関西テレビ（KTV）         | フジテレビ系列                               | 月曜 - 金曜 23:00 - 23:30                                          | 月曜・水曜 - 金曜 23:00 - 23:40 火曜 23:00 - 23:30                 | （火曜版）制作局                          |
| 北海道         | 北海道文化放送（uhb）     | フジテレビ系列                               | 月曜 - 金曜 23:00 - 23:30                                          | 月曜・水曜 - 金曜 23:00 - 23:40 火曜 23:00 - 23:30                 | 同時ネット                                |
| 岩手県         | 岩手めんこいテレビ（mit） | フジテレビ系列                               | 月曜 - 金曜 23:00 - 23:30                                          | 月曜・水曜 - 金曜 23:00 - 23:40 火曜 23:00 - 23:30                 | 同時ネット                                |
| 宮城県         | 仙台放送（OX）            | フジテレビ系列                               | 月曜 - 金曜 23:00 - 23:30                                          | 月曜・水曜 - 金曜 23:00 - 23:40 火曜 23:00 - 23:30                 | 同時ネット                                |
| 秋田県         | 秋田テレビ（AKT）         | フジテレビ系列                               | 月曜 - 金曜 23:00 - 23:30                                          | 月曜・水曜 - 金曜 23:00 - 23:40 火曜 23:00 - 23:30                 | 同時ネット                                |
| 山形県         | さくらんぼテレビ（SAY）   | フジテレビ系列                               | 月曜 - 金曜 23:00 - 23:30                                          | 月曜・水曜 - 金曜 23:00 - 23:40 火曜 23:00 - 23:30                 | 同時ネット                                |
| 福島県         | 福島テレビ（FTV）         | フジテレビ系列                               | 月曜 - 金曜 23:00 - 23:30                                          | 月曜・水曜 - 金曜 23:00 - 23:40 火曜 23:00 - 23:30                 | 同時ネット                                |
| 長野県         | 長野放送（NBS）           | フジテレビ系列                               | 月曜 - 金曜 23:00 - 23:30                                          | 月曜・水曜 - 金曜 23:00 - 23:40 火曜 23:00 - 23:30                 | 同時ネット                                |
| 新潟県         | NST新潟総合テレビ（NST）  | フジテレビ系列                               | 月曜 - 金曜 23:00 - 23:30                                          | 月曜・水曜 - 金曜 23:00 - 23:40 火曜 23:00 - 23:30                 | 同時ネット                                |
| 静岡県         | テレビ静岡（SUT）         | フジテレビ系列                               | 月曜 - 金曜 23:00 - 23:30                                          | 月曜・水曜 - 金曜 23:00 - 23:40 火曜 23:00 - 23:30                 | 同時ネット                                |
| 富山県         | 富山テレビ（BBT）         | フジテレビ系列                               | 月曜 - 金曜 23:00 - 23:30                                          | 月曜・水曜 - 金曜 23:00 - 23:40 火曜 23:00 - 23:30                 | 同時ネット                                |
| 石川県         | 石川テレビ（ITC）         | フジテレビ系列                               | 月曜 - 金曜 23:00 - 23:30                                          | 月曜・水曜 - 金曜 23:00 - 23:40 火曜 23:00 - 23:30                 | 同時ネット                                |
| 福井県         | 福井テレビ（FTB）         | フジテレビ系列                               | 月曜 - 金曜 23:00 - 23:30                                          | 月曜・水曜 - 金曜 23:00 - 23:40 火曜 23:00 - 23:30                 | 同時ネット                                |
| 中京広域圏     | 東海テレビ（THK）         | フジテレビ系列                               | 月曜 - 金曜 23:00 - 23:30                                          | 月曜・水曜 - 金曜 23:00 - 23:40 火曜 23:00 - 23:30                 | 同時ネット                                |
| 島根県・鳥取県 | さんいん中央テレビ（TSK） | フジテレビ系列                               | 月曜 - 金曜 23:00 - 23:30                                          | 月曜・水曜 - 金曜 23:00 - 23:40 火曜 23:00 - 23:30                 | 同時ネット                                |
| 岡山県・香川県 | 岡山放送（OHK）           | フジテレビ系列                               | 月曜 - 金曜 23:00 - 23:30                                          | 月曜・水曜 - 金曜 23:00 - 23:40 火曜 23:00 - 23:30                 | 同時ネット                                |
| 広島県         | テレビ新広島（tss）       | フジテレビ系列                               | 月曜 - 金曜 23:00 - 23:30                                          | 月曜・水曜 - 金曜 23:00 - 23:40 火曜 23:00 - 23:30                 | 同時ネット                                |
| 愛媛県         | テレビ愛媛（EBC）         | フジテレビ系列                               | 月曜 - 金曜 23:00 - 23:30                                          | 月曜・水曜 - 金曜 23:00 - 23:40 火曜 23:00 - 23:30                 | 同時ネット                                |
| 高知県         | 高知さんさんテレビ（KSS） | フジテレビ系列                               | 月曜 - 金曜 23:00 - 23:30                                          | 月曜・水曜 - 金曜 23:00 - 23:40 火曜 23:00 - 23:30                 | 同時ネット                                |
| 福岡県         | テレビ西日本（TNC）       | フジテレビ系列                               | 月曜 - 金曜 23:00 - 23:30                                          | 月曜・水曜 - 金曜 23:00 - 23:40 火曜 23:00 - 23:30                 | 同時ネット                                |
| 佐賀県         | サガテレビ（STS）         | フジテレビ系列                               | 月曜 - 金曜 23:00 - 23:30                                          | 月曜・水曜 - 金曜 23:00 - 23:40 火曜 23:00 - 23:30                 | 同時ネット                                |
| 長崎県         | テレビ長崎（KTN）         | フジテレビ系列                               | 月曜 - 金曜 23:00 - 23:30                                          | 月曜・水曜 - 金曜 23:00 - 23:40 火曜 23:00 - 23:30                 | 同時ネット                                |
| 熊本県         | テレビくまもと（TKU）     | フジテレビ系列                               | 月曜 - 金曜 23:00 - 23:30                                          | 月曜・水曜 - 金曜 23:00 - 23:40 火曜 23:00 - 23:30                 | 同時ネット                                |
| 鹿児島県       | 鹿児島テレビ（KTS）       | フジテレビ系列                               | 月曜 - 金曜 23:00 - 23:30                                          | 月曜・水曜 - 金曜 23:00 - 23:40 火曜 23:00 - 23:30                 | 同時ネット                                |
| 沖縄県         | 沖縄テレビ（OTV）         | フジテレビ系列                               | 月曜 - 金曜 23:00 - 23:30                                          | 月曜・水曜 - 金曜 23:00 - 23:40 火曜 23:00 - 23:30                 | 同時ネット                                |
| 青森県         | 青森朝日放送（ABA）       | テレビ朝日系列                               | 日曜 16:40 - 17:00                                                 | 日曜 16:40 - 17:00                                                 | 遅れネット                                |
| 青森県         | 青森テレビ（ATV）         | TBS系列                                      | 水曜 0:55 - 1:35(火曜深夜)                                         | 水曜 0:55 - 1:35(火曜深夜)                                         | 遅れネット                                |
| 大分県         | テレビ大分（TOS）         | フジテレビ系列 日本テレビ系列                | 火曜 13:50 - 14:30 土曜 0:30 - 1:10（金曜深夜）                    | 火曜 13:50 - 14:30 土曜 0:30 - 1:10（金曜深夜）                    | 遅れネット                                |
| 宮崎県         | テレビ宮崎（UMK）         | フジテレビ系列 日本テレビ系列 テレビ朝日系列 | 土曜 10:25 - 11:05 月曜 0:55 - 1:35（日曜深夜） 土曜 23:10 - 23:50 | 土曜 10:25 - 11:05 月曜 0:55 - 1:35（日曜深夜） 土曜 23:10 - 23:50 | 遅れネット                                |

## 備考
- 『バラパラ』時代から引き続き毎年12月第1・2水曜日は『FNS歌謡祭』が19:00 - 23:28[注 17][注 18] まで生放送される関係で放送休止となる[注 19]。また、2016年以降は『FNSうたの夏まつり』が生放送された場合でも放送休止となる[注 20]。
- 2017年9月まで金曜日に23時から1時間の特番が放送された場合は、当番組とその直後の番組は放送を休止していたが、同年10月以降はその直後の番組[注 21] と合わせて1時間繰り下げて放送するようになったが[注 22]、2018年4月改編で、2017年9月までの形に戻った。
- クロスネット局のテレビ大分（TOS）とテレビ宮崎（UMK）では同時間帯は、日本テレビ系列の『news zero』（月 - 木曜 23:00 - 23:59・金曜 23:30 - 翌0:30、NNN最終ニュース枠）及び『アナザースカイ』→『FRIDAY ANIME NIGHT』（日本テレビ制作、金曜 23:00 - 23:30）を放送されているため同時ネットを行っていない。別枠にて遅れネットを行っている[注 23]。また系列局のない青森県では、TBS系列の青森テレビ（ATV）およびテレビ朝日系列の青森朝日放送（ABA）にて一部の番組を遅れネットを行っている[注 24]。なお、『火ドラ★イレブン』は、クロスネット局・系列外局ともに、遅れネットでレギュラー放送はされていない。